# Брајан Дојл Мари
Брајан Дојл Мари (енгл. Brian Doyle-Murray; Еванстон, Илиноис, 31. октобар 1945), амерички је комичар, сценариста, гласовни глумац и филмски и телевизијски глумац познат по својим карактеристичним споредним улогама. Он је старији брат глумца Била Мареја, са којим се појавио у неколико филмова, укључујући филм Луди голф (1980), Божићни духови (1988), Истеривачи духова 2 (1989), Најлуђи Божић (1989), ЏФК (1991) или Дан мрмота (1993). Од 2009. игра једну од главних улога у хумористичној серији Средина.